# Гутиеритос
„Гутиеритос“ (на испански: Gutierritos) е името на втората теленовела, произведена в Мексико, продуцирана от Валентин Пимстейн (негов дебют като продуцент) за Telesistema Mexicano в сътрудничество с Colgate-Palmolive, от 1958 г.
Сценарият е на Естела Калдерон, режисьор е Рафаел Банкелс, който е изпълнител и на главната роля. Участват също Мария Тереса Ривас и Маурисио Гарсес.
Подобно на предшественика си, теленовелата Забранена пътека, Гутиеритос е продуцирана от Colgate-Palmolive и жъне огромна популярност, като се приема за първия успех на теленовелите в Мексико.

## Сюжет
Анхел Гутиерес е добър, мил, любезен, трудолюбив и преди всичко много скромен човек, работещ в офис комплекс, където трудно, но честно, изпълнява работата си, за да дава цялата си заплата на жена си Роса, която се държи зле с него, унижава го и го презира за това, че толкова посредствен. Децата на Анхел и Роса, Хулио Сесар и Лукресия, не уважават баща си, те, също като майка им, го смятат за посредствен човек.
В офиса, където работи Анхел, колегите му се присмиват и го презират, включително и шефа му – господин Мартинес, който му измисля прякора „Гутиеритос“ – така започват всички да го наричат. Анхел има само приятелството и подкрепата на Хорхе. Господин Мартинес дава работа на Елена, срамежлива, тиха и малко несигурна, но много красива и привлекателна.
Анхел се влюбва тайно в Елена, надявайки се един ден да ѝ признае чувствата си. Гутиеритос пише книга, в която излива чувствата си към Елена, но не иска да се знае, че е авторът и затова използва псевдоним. Тази тайна я знае само Хорхе, който се възползва от славата и успеха на книгата и лъже, че авторът е той, като предава по този начин Анхел. Елена, възхитена от таланта на Хорхе, се влюбва в него.
Анхел се опитва да каже истината, но никой не му вярва, докато той страда от загубата на приятеля си, книгата си и жената, която обича, Хорхе се радва на успех, слава и любовта на Елена.

## Актьори
- Рафаел Банкелс – Анхел Гутиерес „Гутиеритос“
- Мария Тереса Ривас – Роса Ернандес
- Карлос Наваро – Хуан Ортега
- Дина де Марко – Анита
- Мануел Лосано – Медина
- Луис Лара
- Вики Агире – Лупита
- Маурисио Гарсес – Хорхе Контрерас
- Патрисия Моран – Елена
- Херардо дел Кастийо – Мартинес
- Хосефина Ескобедо – лелята на Роса
- Евита Муньос „Чачита“ – Ана
- Елвира Кинтана – Госпожа Гутиерес
- Мигел Суарес – Фернандес
- Мария Еухения Ямас – Лукресия
- Луис де Алба – Хулио Сесар

## Социално въздействие
Теленовелата има висок рейтинг, след което продуцентската компания инвестира повече средства в производството на теленовели, но Гутиеритос създава културен феномен, защото във всеки офис в Мексико се среща служител, когото го наричат с прякора „Гутиеритос“, което го прави очевидно въздействие в рамките на мексиканското общество.

## Адаптации
- Мексиканската теленовелата Gutierritos от 1966 г., сюжетът е много сходен, а актьорите са същите, но теленовелата няма успеха на оригинала.
- Мексиканската теленовела Un original y veinte copias от 1978 г. с участието на Сесар Боно и Хулиета Брачо.
- Бразилската теленовелата Gutierritos от 1966 г. с участието на Лима Дуарте и Лаура Кардосо.